# Cold Case - Delitti irrisolti
Cold Case - Delitti irrisolti (Cold Case) è una serie televisiva statunitense prodotta dal 2003 al 2010.
Le vicende della serie ruotano attorno alle indagini di una fittizia divisione della polizia di Filadelfia, guidata dalla detective Lilly Rush e specializzata in casi irrisolti.
La serie è stata trasmessa in prima visione negli Stati Uniti da CBS. In Italia è trasmessa in chiaro da Rai 2, e a pagamento da Fox Life e Premium Crime.

## Trama
Lilly Rush è una giovane e determinata detective della squadra omicidi di Filadelfia. Accettando la proposta del suo capo, il tenente John Stillman, legato a lei quasi come un padre putativo, entra a far parte nella sezione cold case, specializzata nell'indagare su crimini rimasti da tempo insoluti. Della speciale squadra fanno parte gli investigatori Scotty Valens, nuovo partner di Lilly, Nick Vera, dal carattere burbero ma con un forte senso di giustizia, e Will Jeffries, veterano della polizia, che ha racchiusi nella sua memoria molti vecchi indizi e conoscenze.

## Episodi
Il 18 maggio 2010, la CBS ha cancellato la serie che si è così conclusa dopo sette stagioni.
| Stagione         | Episodi | Prima TV originale | Prima TV Italia |
| ---------------- | ------- | ------------------ | --------------- |
| Prima stagione   | 23      | 2003-2004          | 2005            |
| Seconda stagione | 23      | 2004-2005          | 2006            |
| Terza stagione   | 23      | 2005-2006          | 2007            |
| Quarta stagione  | 24      | 2006-2007          | 2007            |
| Quinta stagione  | 18      | 2007-2008          | 2008            |
| Sesta stagione   | 23      | 2008-2009          | 2009            |
| Settima stagione | 22      | 2009-2010          | 2010-2011       |

## Personaggi e interpreti

### Personaggi principali
- Lilly Rush (stagioni 1-7), interpretata da Kathryn Morris, doppiata da Chiara Colizzi.
Rush è la detective a cui vengono affidati i casi. È single, vive con due gatti e ha difficoltà ad avere una vita sociale. È una donna forte che non si fa intimorire. Lilly non ha avuto un'infanzia facile: sua madre era un'alcolizzata e ha una sorella, Christina, dal passato problematico.
- Scotty Valens (stagioni 1-7), interpretato da Danny Pino, doppiato da Andrea Ward.
Valens entra nella squadra di Lilly a partire dal 6º episodio della prima stagione, anche se inizialmente controvoglia, come nuovo partner di Lilly al posto di Lassing. È stato legato a una ragazza di nome Elisa, afflitta da seri problemi psichiatrici (Elisa è morta, si sospetta, suicidandosi), e successivamente ha frequentato Christina, la problematica sorella di Lilly. Nella quinta stagione, Scotty si innamora dell'avvocatessa Alexandra Thomas. È fieramente schierato contro i pedofili a causa delle molestie che il fratello ha subito in gioventù.
- John Stillman (stagioni 1-7), interpretato da John Finn, doppiato da Fabrizio Temperini.
Stillman è un tenente di polizia, capo di Lilly, colui che le affida i casi e supervisiona il suo lavoro. È un reduce del Vietnam. Ha un ottimo rapporto con tutto il gruppo e nonostante faccia sempre rispettare le sue decisioni è sempre aperto a consigli. Lilly ha con lui un rapporto confidenziale.
- Nick Vera (stagioni 1-7), interpretato da Jeremy Ratchford, doppiato da Pasquale Anselmo.
Vera, ispettore, lavora con Lilly e riesce spesso a intimorire e a fare confessare i sospettati. Nonostante le apparenze è una persona sensibile.
- Will Jeffries (stagioni 1-7), interpretato da Thom Barry, doppiato da Massimo Corvo (stagioni 1-5) e da Paolo Marchese (stagioni 6-7).
Jeffries è il detective più anziano del dipartimento e spesso è di aiuto nelle indagini perché ha vissuto in prima persona i casi che si apprestano a riaprire.
- Kat Miller (stagioni 3-7), interpretata da Tracie Thoms, doppiata da Laura Lenghi.
È una detective della narcotici che entra in contatto con la squadra di Lilly perché, durante una sua indagine, si imbatte in prove che potrebbero riaprire un caso del passato. In seguito, il tenente Stillman propone a Kat di entrare a far parte della squadra di Lilly, e lei accetta. Ha una figlia, che cresce da sola e a cui è molto legata.

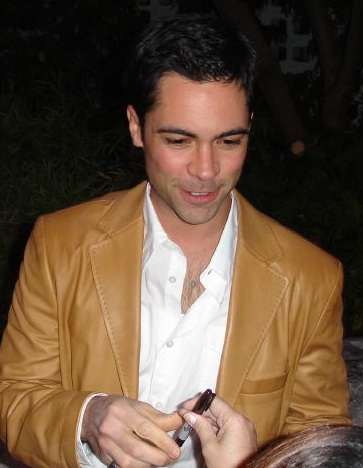
Danny Pino interpreta Scotty Valens
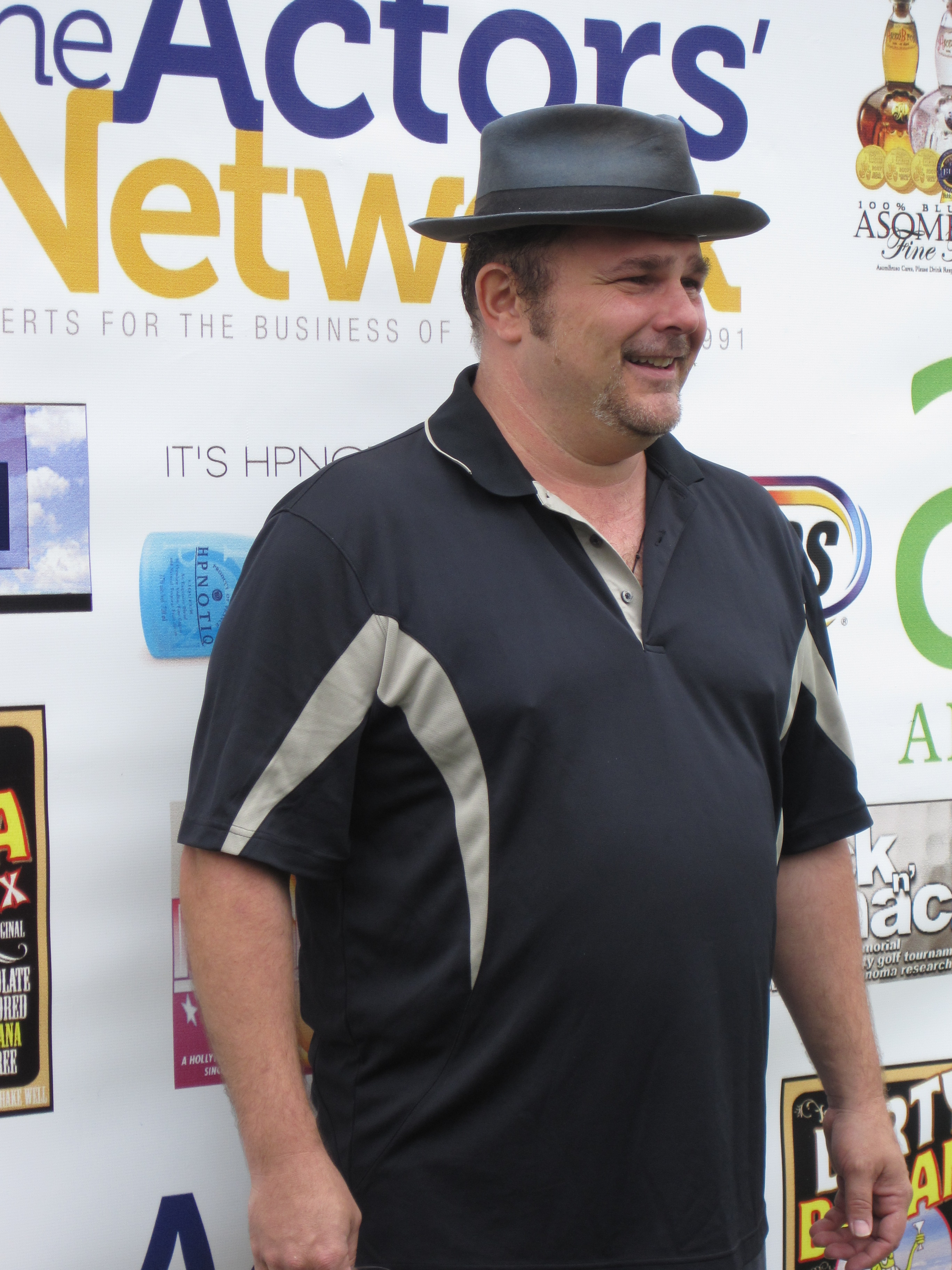
Jeremy Ratchford interpreta Nick Vera
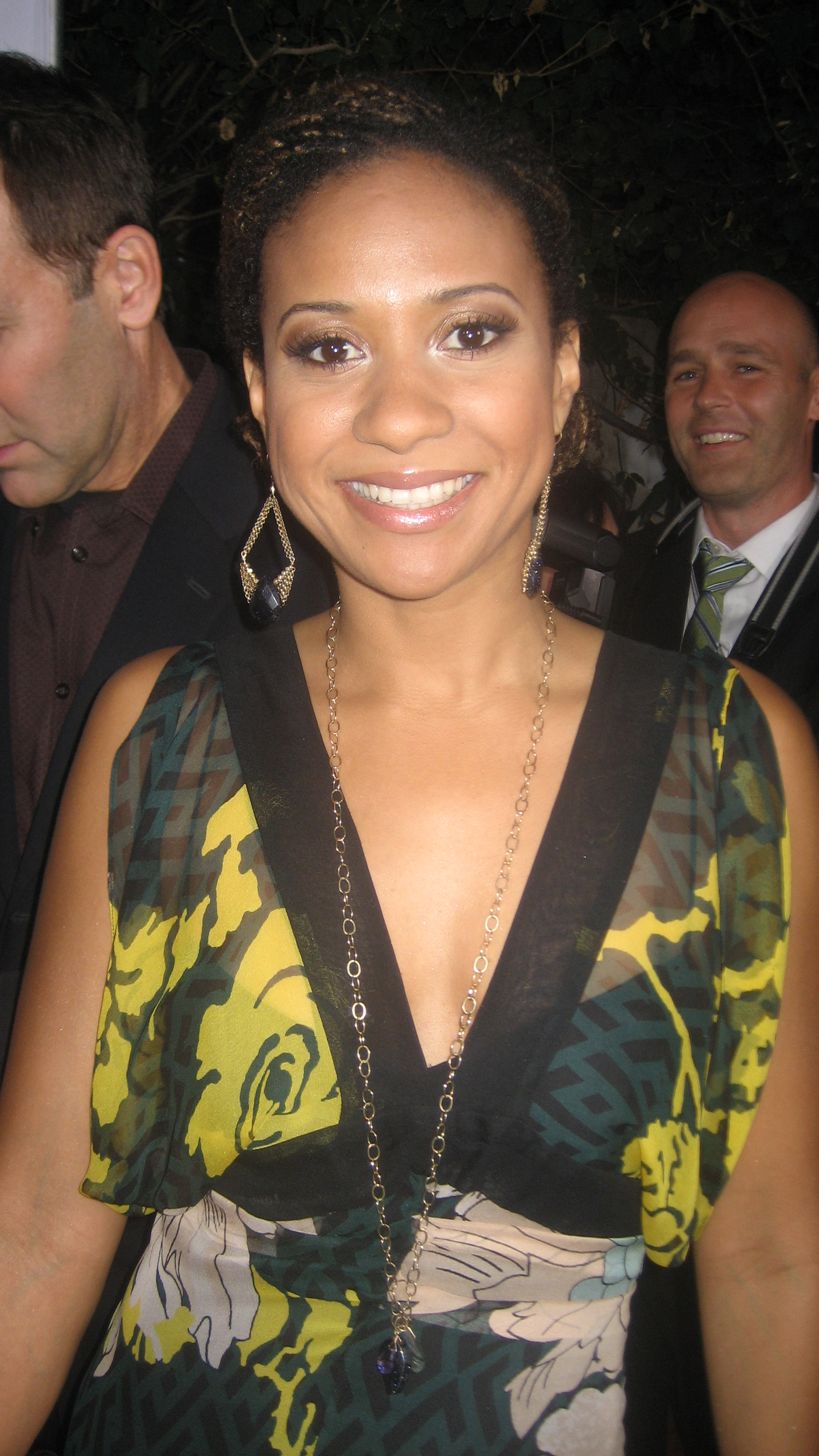
Tracie Thoms interpreta Kat Miller

### Personaggi secondari
- Chris Lassing (stagione 1), interpretato da Justin Chambers, doppiato da Fabio Boccanera.
Lassing è il partner di Lilly nei primi 4 episodi della prima stagione. Ha lasciato la squadra a causa dei suoi problemi di salute: Chris soffre infatti di diabete.
- Josie Sutton (stagione 3), interpretata da Sarah Brown, doppiata da Francesca Fiorentini.
Sutton è una detective che, a causa del suo burrascoso passato all'interno della polizia, per punizione viene trasferita nella squadra di Lilly. Lascia la squadra al termine del quinto episodio della terza stagione per motivi sconosciuti. A partire dal decimo episodio, viene sostituita da Kat Miller.

## Produzione
Per alcuni anni tra Stati Uniti e Canada si protrasse una diatriba tra Cold Case, nata nel 2003, e la precedente Cold Squad, creata nel 1998. Da un lato, la casa di produzione canadese rivendicò la paternità e l'anzianità del format rispetto a quella statunitense; dall'altro, gli americani ribadirono invece che la loro era una serie a sé stante, e quindi nulla era dovuto ai canadesi. Ciò nacque dal fatto che, alcuni particolari, fecero pensare a Cold Case come a una impropria rivisitazione di Cold Squad in salsa yankee: la protagonista della serie statunitense, la detective Lilly Rush, appare molto simile, sia fisicamente che caratterialmente, alla sergente Ali McCormick, la protagonista di Cold Squad; e lo stesso l'argomento trattato, i casi irrisolti, e alcuni episodi sembrano somigliarsi sia nella trama che nei protagonisti

### Cast

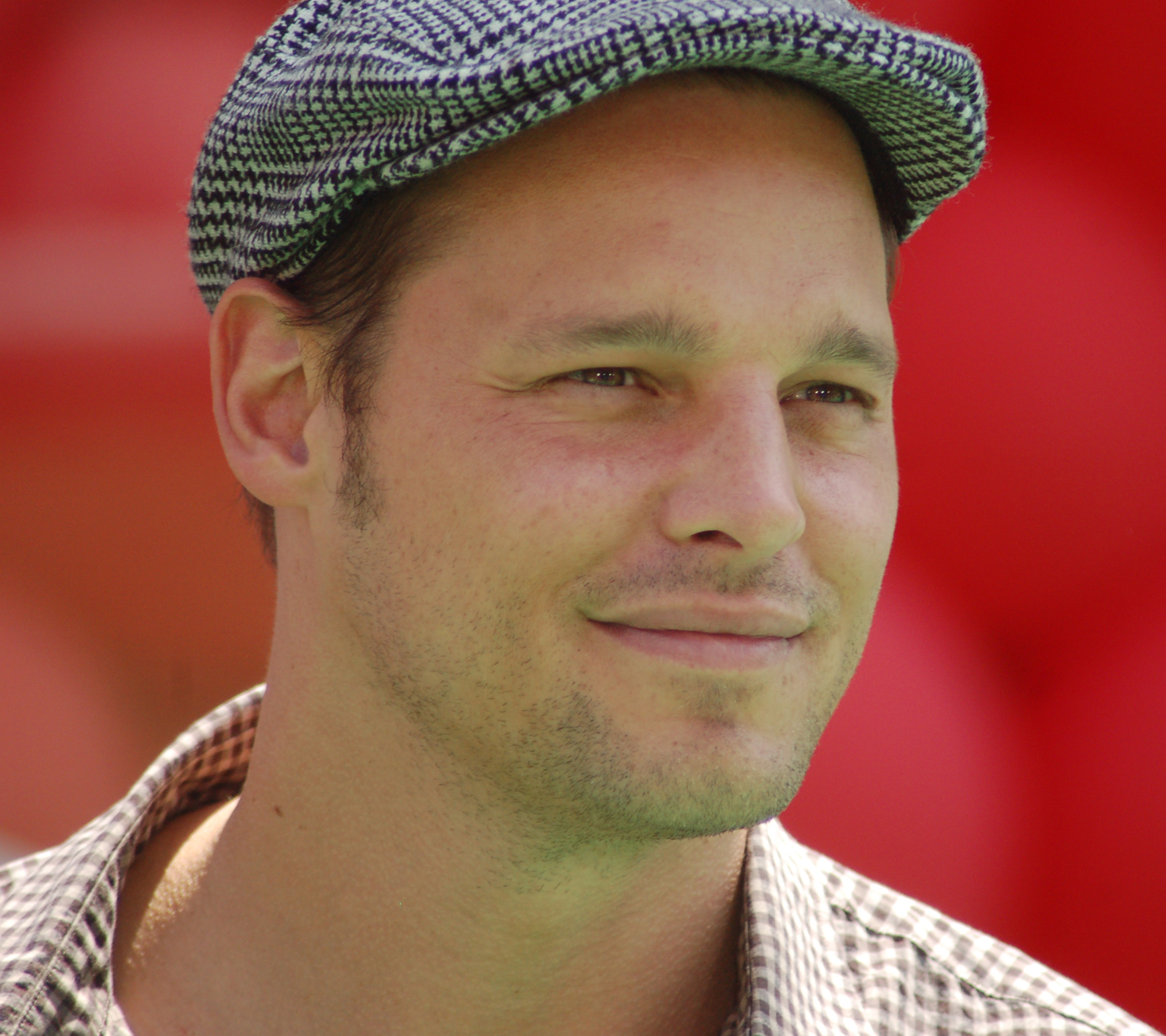
Justin Chambers, tra i protagonisti iniziali di Cold Case, lasciò la serie dopo quattro episodi.

Justin Chambers, interprete del detective Chris Lassing, lasciò la serie dopo quattro episodi per dedicarsi ad altri progetti lavorativi. Venne quindi presto sostituito in pianta stabile da Danny Pino, subentrato nel cast principale con il ruolo del detective Scotty Valens.
All'inizio della terza stagione i produttori decisero di introdurre un nuovo personaggio nella serie. La scelta cadde sull'attrice Sarah Brown, scritturata per ricoprire i panni di Josie Sutton, personaggio pensato per entrare nel cast principale dello show. Tuttavia la new entry non incontrò il favore del pubblico, così dopo quattro episodi i produttori allontanarono la Brown dalla serie, sostituendola di fatto dopo pochi episodi con Tracie Thoms nel ruolo della detective Kat Miller.

## Colonna sonora
Una tra le peculiarità della serie è quella di proporre, nel corso dei frequenti flashback, alcune tra le canzoni più celebri del periodo in cui si collocano i fatti relativi alle varie indagini. La colonna sonora è quindi parte integrante del racconto narrativo di Cold Case, facendo da trait d'union nella trama dello show — altresì molto frammentaria e discontinua, nonché ricca di balzi temporali — e in particolar modo nei momenti d'investigazione, quasi guidando gli spettatori nei frequenti passaggi dal presente al passato.

## Espedienti narrativi
Ogni episodio di Cold Case inizia con un flashback ambientato nell'anno in cui è avvenuto il crimine. Viene poi presentata una serie di personaggi, tra cui la futura vittima, in una situazione generalmente serena. A questo punto viene mostrato il momento del ritrovamento del corpo, e la successiva archiviazione del caso da parte degli investigatori che lavorarono all'indagine. La narrazione si sposta quindi al giorno d'oggi, quando gli investigatori della squadra omicidi della polizia di Filadelfia riaprono un caso rimasto irrisolto da tempo solo per alcuni motivi:
- vengono scoperte nuove prove;
- vengono ritrovati i resti della vittima;
- un testimone decide di parlare.

La riapertura del caso porta gli investigatori a riesaminarlo sotto un'altra luce, iniziando ad acquisire informazioni sull'accaduto e sulla vittima interrogando le persone che erano in qualche modo legate a essa. L'analisi preliminare si svolge solitamente nell'archivio del dipartimento, dove vengono custodite le vecchie prove e fascicoli inerenti al caso. Per ogni interrogatorio viene mostrato un flashback ambientato nell'anno in cui è avvenuto il crimine, che aggiunge qualche informazione sull'accaduto. Gradualmente gli investigatori raccolgono abbastanza elementi per determinare l'assassino che, per la maggior parte delle volte, viene arrestato.
Alla fine di ogni episodio gli investigatori riportano in archivio la scatola del caso con i fascicoli e le prove per indicare che esso è stato risolto, e, sul coperchio, viene apposta la scritta «Closed» (chiuso). Nel frattempo vengono mostrate le persone coinvolte al momento dell'arresto o del congedo con gli investigatori, mentre ricordano la vittima. Caratteristica dei finali è sempre la comparsa della vittima con le sembianze e i vestiti che aveva all'età del decesso; spesso appare qualche istante prima della chiusura, come fosse un fantasma, a Lilly o a un altro personaggio a cui era legato prima di morire, in atteggiamento di saluto o sorridente come per ringraziare gli investigatori o per augurare buona fortuna, per poi allontanarsi e sfumare.

## Crossover
Nell'episodio Dieci anni dopo della terza stagione di CSI: NY, Scotty Valens viaggia fino a New York quando scopre che la detective Stella Bonasera è collegata a un vecchio caso irrisolto. Cold Case è stata la prima serie "esterna", cioè non facente parte del franchise di CSI - Scena del crimine, che ha avuto un crossover con una delle serie dell'universo CSI, entrambe prodotte da Jerry Bruckheimer.